# Андреевка (Городнянский район)
Андре́евка (укр. Андріївка) – село, расположенное на территории Городнянского района Черниговской области (Украина). Расположено в 18 км на северо-запад от райцентра Городни. Население — 209 чел. (на 2006 г.). Адрес совета: 15123, Черниговская обл., Городнянский р-он, село Андреевка, ул. Набережная,7 , тел. 3-93-83. Ближайшая ж/д станция — Кузничи, 8 км. Расположено на реке Андреевка.

## История
В XIX веке село Андреевка было в составе Мощенской волости Городнянского уезда Черниговской губернии. В селе была Рождество-Богородицкая церковь.